# Ancienne saga de Saint Olaf
L'Ancienne Saga de saint Olaf ou Première Saga de saint Olaf est l’une des sagas royales. C'est la première biographie nordique du roi Olaf II de Norvège. 

## L'oeuvre
Les premiers érudits la considéraient comme l'une des toutes premières sagas à avoir été mises par écrit, peut-être vers 1160, mais plus tard on a abaissé la date jusqu'à la fin du XIIe siècle. Autrefois on considérait comme lui appartenant un fragment qui a une saveur hagiographique, mais des recherches plus récentes montrent que c’est d'un autre texte qu'il provient. Comme d'autres sagas royales, l’ancienne saga cite d'anciennes poésies scaldiques pour embellir et le récit et lui donner plus de vérité.
Seules six ou sept brèves parties de l'œuvre ont été conservées, mais la Saga légendaire de Saint Olaf s'en inspire largement et on s’en sert souvent pour formuler des hypothèses sur sa portée. Snorri Sturluson a utilisé l’Ancienne Saga ou quelques œuvres qui en venaient lorsqu'il a composé sa Saga séparée de saint Olaf et la Saga des rois de Norvège. Styrmir Kárason aurait également utilisé l’Ancienne Saga dans la composition de son Óláfs saga.